# Німецька концепція правової держави

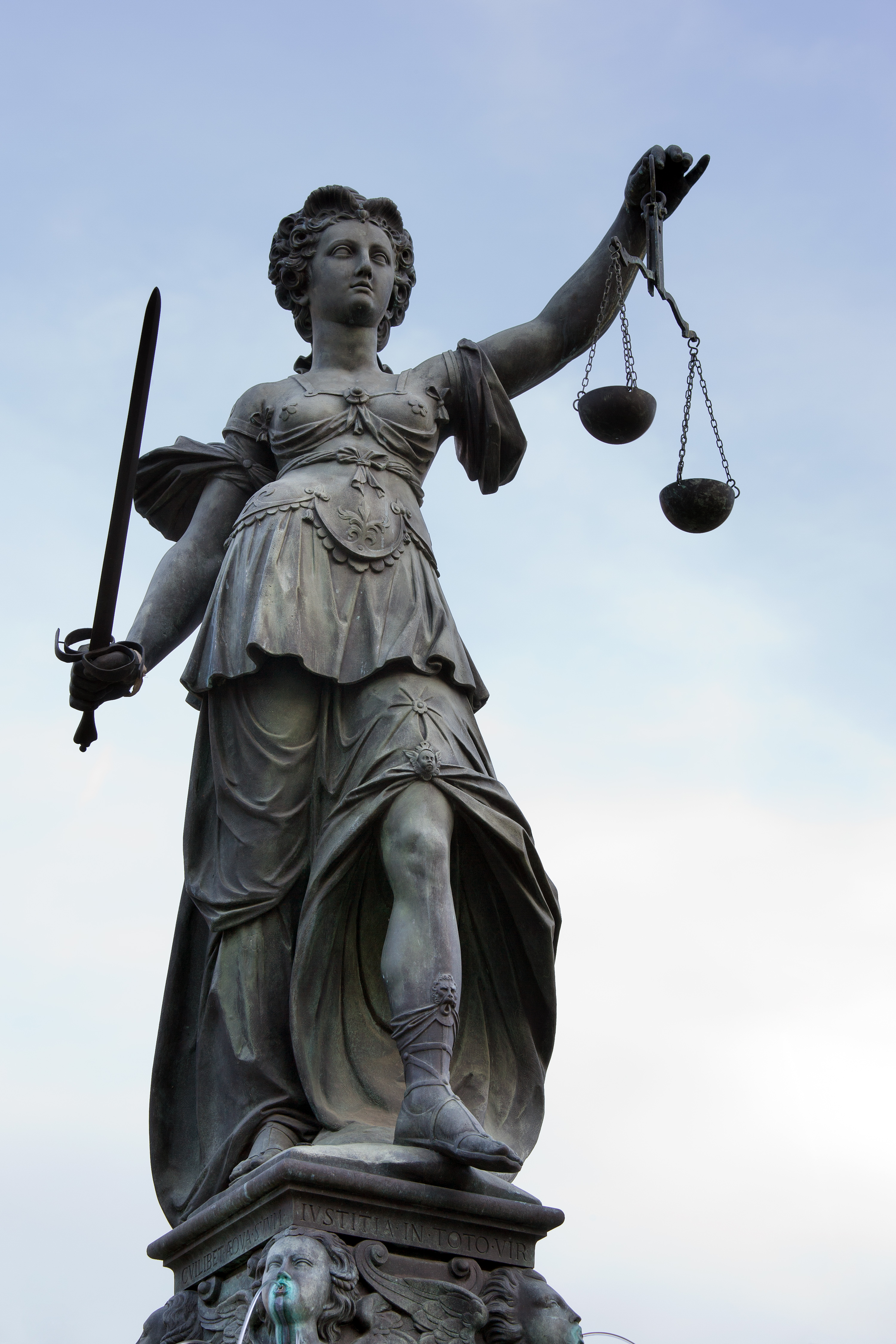
Фонтан Правосуддя у Франкфурті-на-Майні (нім. Gerechtigkeitsbrunnen, Justitiabrunnen) — скульптурный фонтан та визначне історичне місце. Скульптура на фонтані зображує римську богиню Юстицію із розв'язаними очима. Під час коронації імператорів Священної Римської Імперії до фонтану подавалося червоне та біле вино яке імператор оплачував за власні кошти

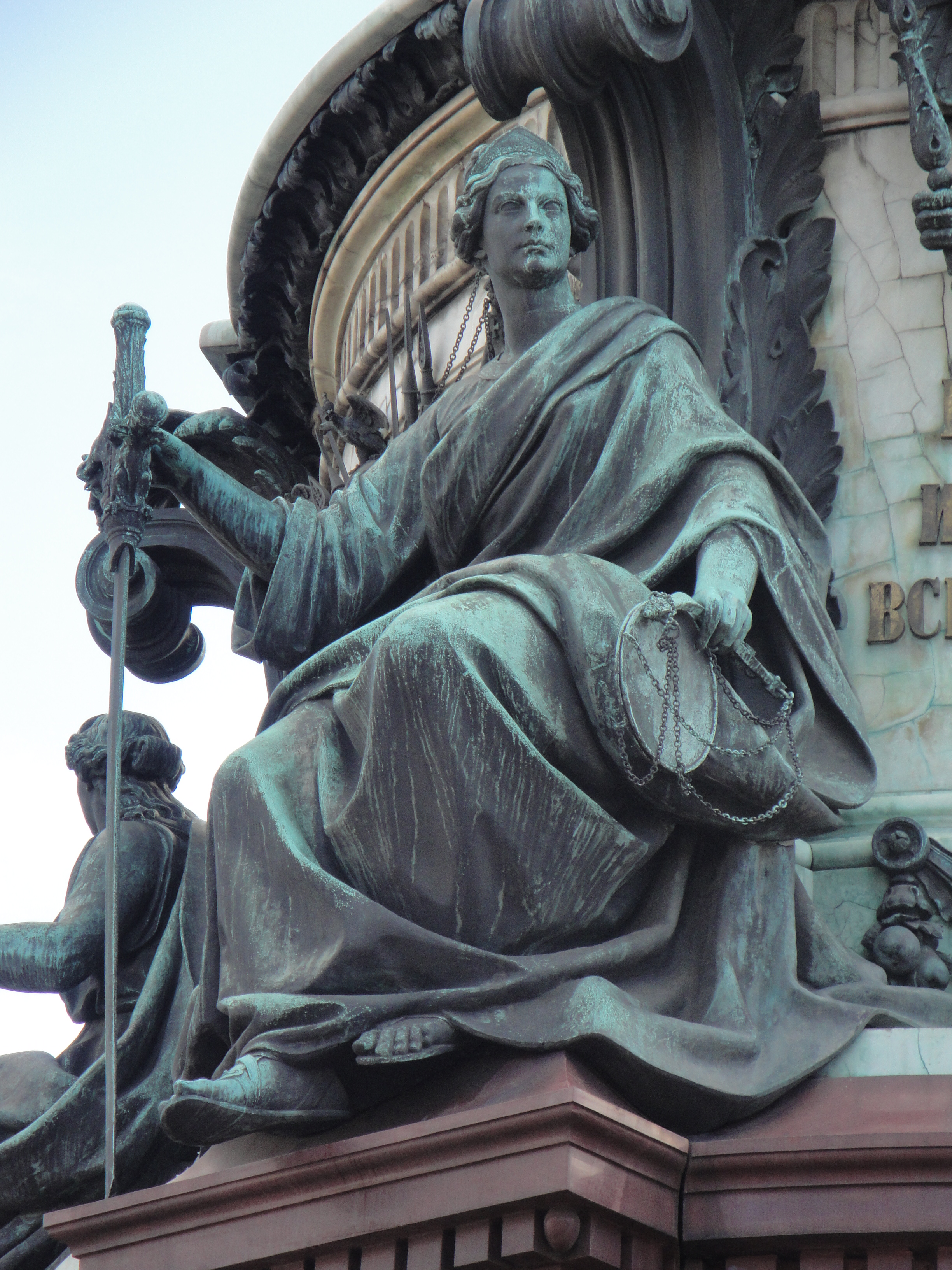
Алегорична фігура «Правосуддя» на постаменті пам'ятника Миколі I,Санкт-Петербург,Російська Федерація

Rechtsstaat, німецька концепція правової держави (нім. Rechtsstaat — «правова держава») — німецький варіант концепції правової держави, доктринальний феномен німецької юриспруденції, базис сучасного німецького конституціоналізму, юридична основа правової соціальної держави.[неавторитетне джерело] В цій концепції визначається базис державних функцій та повноважень, визначені основні пріоритети державної організації і діяльності, насамперед: конституційна правова держава, де існує розвинене громадянське суспільство, забезпечуються основні ліберально-демократичні права та свободи людини і громадянина, реалізується політичний і соціальний плюралізм.
Верховенство права, принципи законності, політичного плюралізму, примату прав людини поряд із ефективними демократичними механізмами є основою державно-правового устрою і закріплені у Конституції та нормативно-правових актах, також забезпечується стабільність та пріоритет Конституції над іншими нормативно-правовими актами, створено систему рамкових юридичних обмежень компетенції державно-владних органів. У діях державно-владних структур реалізується прозорість, прогнозованість та відповідальність, функціонують демократичні механізми організації та діяльності органів державної влади, здійснюється забезпечення високих соціальних і правових стандартів існування громадянського суспільства.

## Етимологія терміну

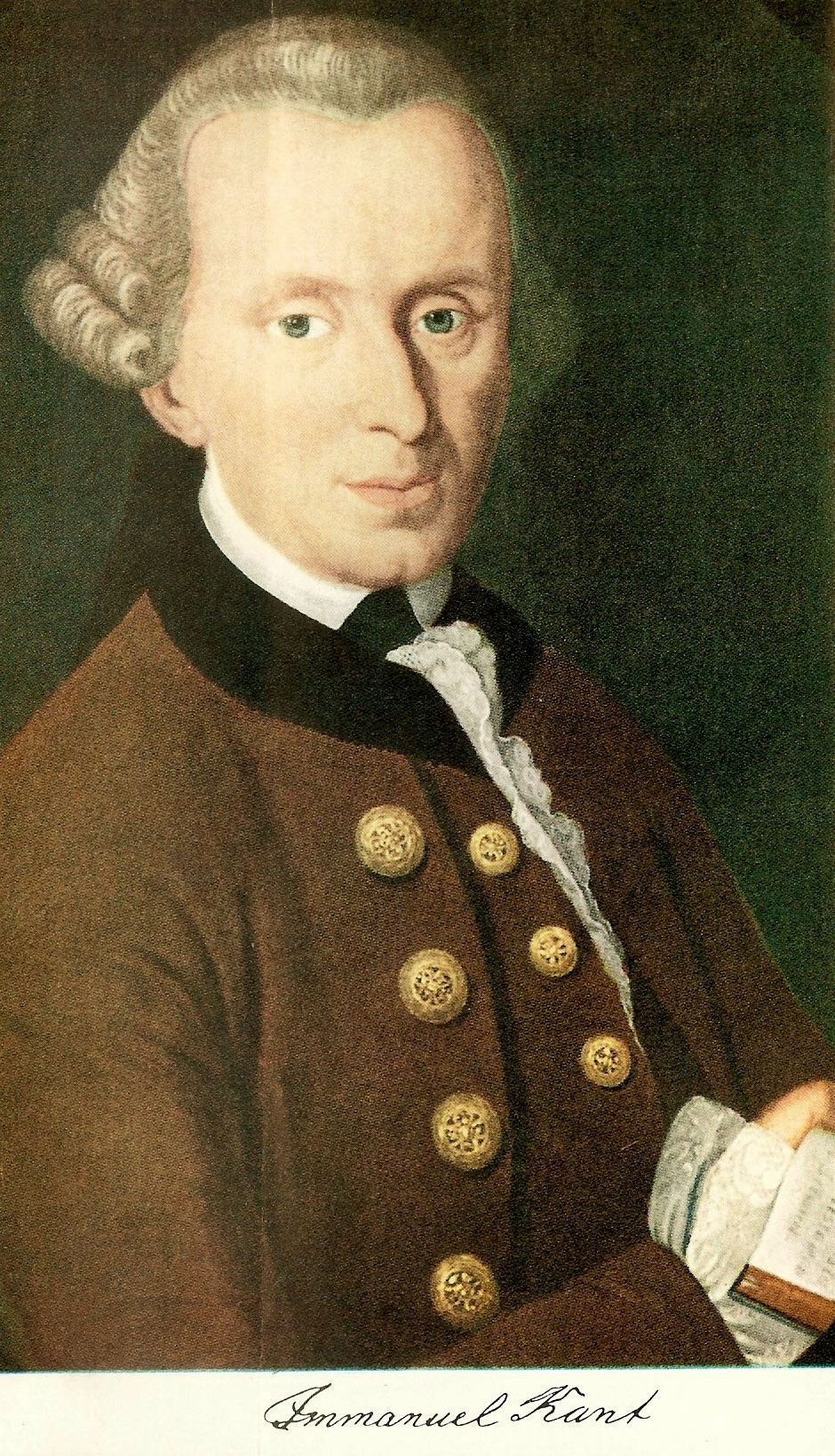
Імануїл Кант, один із теоретиків Rechtsstaat

Сам термін «правова держава» (Rechtsstaat) утвердився в німецькій юридичній літературі у першій третині XIX ст. у працях К. Т. Велькера, Р. фон Моля та інших правознавців, а в подальшому набув значного поширення.

## Основні ідеологи
Розробкою основних теоретичних засад та конструкцій Rechsstaat займались К. Т. Велькер, Р. фон Моль, І. Кант, М. Вебер, Г. Кельзен,Г. Елінек, Л. Штейн.

## Історія виникнення
Базисні положення та принципи, що обмежували державну владу та передбачали створення демократичних інституцій, забезпечення прав і свобод були вироблені французькими, англійськими та американськими конституціоналістами наприкінці 18 ст..
Іммануїл Кант їх переосмислив та деталізував, формалізувавши у суто німецьку правову концепцію. Ним була закладена ідея «конституційної держави»(«constitutional state»), що полягає у верховенстві писаної Контитуції з гарантіями її дотримання, забезпечення соціального миру як основи та визначальної умови людського щастя і процвітання. Кант обґрунтував фундаментальне значення конституціоналізму, конституційного парламенту,республіканського державного устрою та міжнародної організації, принципу «peace through law» як основних механізмів стримування державної влади та забезпечення її прозорості та демократизму.
Формалізація принципу Rechtsstaat здійснена не раніше 1798 р., але популяризована Робертом Ван Молем у книзі «Die deutsche Polizeiwissenschaft nach den Grundsätzen des Rechtsstaates»(«Німецька політична наука відповідно до принципів правової держави»), здійснена у 1832–1833 рр., де відбувалося переосмислення ідей Канта та протиставлення уряду як політики здійснюваної через нього та з його участю, в загальному контексті ідей німецького філософа.
На розвиток і становлення доктрини Rechtstaat у другій половині XX ст. характерним є помітний вплив англійської доктрини "rule of law". При цьому доктринальну еволюцію Rechtstaat від „формального“ розуміння в бік „матеріальної“ концепції слід пов'язувати передовсім з новою хвилею відродження в Німеччині ідей природного права, показовим свідченням чого може виступати факт доповнення Основоположного Закону Німеччини в 1994 р. новим положенням про те, що на державу покладається обов'язок забезпечувати „захист природних основ життя в рамках конституційного ладу“ (стаття 20а). На користь сказаного свідчить і новітня практика Конституційного Суду Німеччини, який останніми роками довів, що у крайніх випадках він може навіть визнати нечинними положення самої Конституції, якщо вони порушують „основоположні принципи справедливості“. Крім того, слід брати до уваги й те, що в основу тлумачення сучасної концепції Rechtstaat Конституційний суд Німеччини кладе не якісь „окремі“ положення Конституції 1949 р., а „первинні принципи“ та „керівні вказівки“, що належать до „надпозитивного ціннісного порядку“ (і тому стоять „вище“ від отих „окремих“ положень Основоположного Закону Німеччини); головним чином — це так звані „базові цінності“: гідність людини, свобода і рівність.

## Загальна характеристика
Rechsstaat співвідносна із континентально-європейською доктриною „правової держави“ („legal state“, „держави права“ („state of law“), французькою доктриною „Etat de Droit“, італійською „Stato di dirito“, а також відповідними доктринами у рамках систем права Скандинавських країн, за сферою загального визначення та розуміння сутності та змісту правової держави, загальними принципами закріплення, функціонування та реалізації ліберальних та демократичних суспільних цінностей, забезпеченні існування громадянського суспільства.
Унікальність німецької концепції зумовлена: індивідуалізацією основних принципів та засад функціонування правової держави і громадянського суспільства, механізмів їх діяльності, формалізмом та високим рівнем юридичного позитивізму (надмірною увагою до формальних вимог та механізмів правового закріплення, високим рівнем розробленості і деталізації функціональних моментів реалізації права), пріоритетом та домінатом права, високим рівнем обмеженості державної влади правовими рамками та іншими нормативно-правовими актами. Використання переважно німецьких правових конструкцій та засад: моральна справедливість заснована на етиці, раціоналізмі , релігії, рівності. Відповідно до Rechtsstaat державна влада ґрунтується на принципах верховенства права, законності та можливості її судового захисту, демократизму. Це зумовлюється, насамперед, індивідуальними філософсько-концептуальними засадами німецької юриспруденції та особливостями морально-ціннісного правосприйняття та менталітету.
Rechtsstaat є протилежною Obrigkeitsstaat (поліцейській держави, заснованій на постійному застосуванні сили, відсутності прав та свобод населення), є якісним етапом еволюційного розвитку німецької філософсько-правової думки.

## Фундаментальні принципи

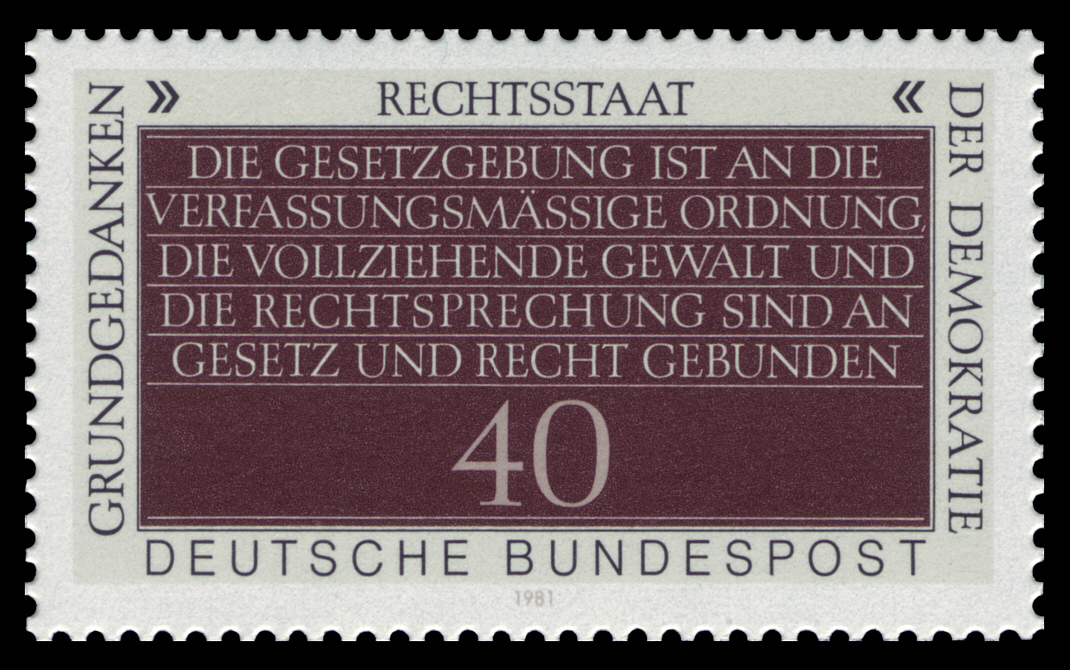
Rechtsstaat

I. Принцип верховенства права відповідно до Конституції
Верховенство права закріплене в основному Законі Німеччини у 1949 р.,у статті 28 GG. Підпорядковуючись центральному законодавству Конституції федеральних земель повинні відповідати принципам республіканської, демократичної і соціальної правової держави. Німеччина обмежується верховенством права, принципами демократії та федеральної субсидіарності і забезпечує захист прав і свобод людини і громадянина.
Принцип „верховенства права“ включає в себе: положення про засади державного функціонування, будову, структуру державних органів та основні гарантії прав і свобод людини й громадянина. Стаття 20 Основного Закону Німеччини включає в себе кілька принципів верховенства права, але не німецького походження: поділ влади, створення» механізму стримування і противаг". Конституція Німеччини має вирішальне значення у функціонуванні правової системи та реалізації основних прав і свобод.
Держава обмежується правом трьома способами:
- державне управління повинне бути засноване на праві ;
- особливе правове регулювання стосовно окремого правового випадку ;
- усі адміністративні дії повинні бути предметом судового розгляду;

В історичному аспекті, принцип верховенства права закріплюється в 1900 році, коли позитивізму як ведучій парадигмі в конституційній теорії делегуються основні положення принципу верховенства права (див. Böckenförde 1969: 155). У 1928 році Ганс Кельзен у праці «Чиста теорія права» радикально підтвердив ідентичність держави і права.
II. Обмеженість законом і судовий контроль
Німецьке розуміння принципу верховенства закону ґрунтується на засадах формалізму, обґрунтованості, прогнозованості, визначеності та стабільності законодавства. Тому це зумовлює певну автономію та диференціацію соціальних регуляторів, насамперед соціальних, релігійних, корпоративних, технічних та інших норм, за умови відсутності суперечностей між ними.
Основні положення:
- «пріоритет і відповідність закону», визначається як вираження всеосяжної концепції зобов'язання закону і судового контролю.
- * виконавці дій жорстко прив'язані до закону.
- Пряма законодавча компетенція
- доступ до судового захисту (ст. 20 III GG).

У Конституції це забезпечується складною системою різних звернень до судів і етапів звернення за судовим самоконтролем і незалежністю суддів (ст. 92, 95, 97 GG). Стаття 19 IV GG гарантує доступ до судового перегляду в разі дії держави стосовно окремих основних прав.
III. Верховенство закону і демократичних принципів
Зобов'язання, парламентські рішення можуть не збігатися із Конституцією та позицією Конституційного Суду, що призводить до дисбалансу між демократією та верховенством закону на користь останнього . Тому виокремлюють базові засади:
1) народ-джерело влади(ст. 20 II GG). У здоровому розумінні, це правило інтерпретується як конкретна вимога до компетенції законів і здійснення державних дій населенням, чия легітимність походить від парламенту. У цьому сенсі, демократичні трансформації перетворюються на структурні вимоги з питань верховенства закону.
(2) Суперечність у межах реалізації індивідуальних прав та свобод і конституційними межами прав і свобод людини громадянина і мають вирішуватися за допомогою судів. Справа виводиться з демократичного обговорення і передається до судів щодо забезпечення законності і пропорційності в юридичному сенсі.
(3) наявність «права зупинки» з приводу суперечностей у соціально-політичній сферах що реалізується Конституційним Судом Німеччини
IV. Матеріальна законність
Якщо Конституція охоплюватиме всі вимоги, які стосуватимуться нормотворчості, то верховенство права буде охоплювати більш технічні аспекти. Тому законність розглядається в декількох основних аспектах: політичному, правовому, і т. д..В цьому контексті політичний зміст законності визначає напрям дій держави («Якого правила прагнути?»).
V. Верховенство закону
Термінологічно, верховенство закону може відрізнялися від індивідуальних прав людини та принципу демократичного правління. У зв'язку з цим, Конституція містить не тільки принцип соціальної держави як обов'язкової конституційної мети (ст. 20 I GG), але дозволяє громадський контроль школи (стаття 7 Основного закону), забезпечує безкоштовну інформацію мовлення та преси (стаття 5 Я GG), і захищає релігійне проектування цінностей та сенсу на індивідуальний та колективний виміри (стаття 4 Конституції). Верховенство закону в сенсі німецького розуміння законності завжди буде пов'язане в контексті демократичної та соціальної правової держави.

## Основні положення
Основні положення:
До конкретних аспектів, через які можна побачити прояви німецької матеріальної держави Rechtstaat, ще в середині 50-х років XX ст. було віднесено такі:
- «конституція з високим рівнем стабільності». Стабільність Конституції забезпечувалася складністю внесення змін до неї та особливими механізмами конституційного захисту та забезпечення її верховенства, визначального положення для розвитку всієї правової системи та держави;
- громадянське суспільство на засадах рівного партнерства з державою;
- законодавство і державна влада засновані на засадах про права та свободи людини;
- прозорість державних актів і конкретні механізми її реалізації до всіх актів органів державної влади;
- можливість огляду рішень уповноважених органів державної влади відповідними міжнародними структурами, правовий статус, функції та повноваження яких визнані на міжнародному та національному рівнях;
- надійність та прогнозованість державних дій;
- принцип пропорційності;
- «статутне право, ухвалене законодавчим органом, окрім своєї відповідності формальним нормам писаної конституції, має також відповідати певному стандартові справедливості». Це означає його необхідність його раціоналізму та відповідності певним морально-ціннісним орієнтаціям та категоріям;
- «реалізація системи стримування та противаг»;
- «виконавча влада має діяти тільки на основі статутного уповноваження та в межах конституційних рамок». Обмеження виконавчої влади здійснюється на підставі Конституції та жорстко регламентована законодавством;
- «поділ влади» як основний механізм системи стримування та противаг;
- «незалежність судівництва»;
- «судовий нагляд за законодавчою та виконавчою діями»;

## Першоджерела
- Лоренц фон Штайн. System der Staatswissenschaft, Bd. 1: Statistik etc., Basel 1852; Bd. 2: Gesellschaftslehre, Basel, 1857.
- Карл Шмітт. Der Begriff des Politischen. In: Archiv für Sozialwissenschaften und Sozialpolitik. Bd. 58 (1927), S. 1-33 // Поняття політичного. - гл. 7; Криза парламентської демократії